# Kompleksy przydatności rolniczej gleb
Kompleksy przydatności rolniczej gleb, kompleksy glebowo-rolnicze – opracowany dla obszaru Polski zespół jednostek taksonomicznych gleb. Każda jednostka grupuje gleby cechujące się zbliżonymi właściwości rolniczymi i mogące być podobnie użytkowane. Podział ten został opracowany przez Instytut Uprawy Nawożenia i Gleboznastwa (IUNG) na podstawie przydatności gleb do uprawy roślin wskaźnikowych i współwskaźnikowych. Za rośliny wskaźnikowe uznano, ze względu na dobre wykorzystanie wilgoci w zimę, wierność plonowania, oraz wysoki udział w strukturze zasiewów gruntów ornych, pszenice ozimą i żyto ozime. Dla obszarów górskich za roślinę wskaźnikową uznano owies jary. Za rośliny współwskaźnikowe uznano jęczmień jary, ziemniak, burak cukrowy, koniczynę czerwoną i łubin żółty. Nazwy wskaźnikowych i współwskaźnikowych roślin posłużyły do stworzenia nazw poszczególnych kompleksów przydatności rolniczej.
O ile wydzielenia poszczególnych kompleksów dokonano na podstawie przydatności gleb do uprawy wybranych roślin, o tyle kwalifikację gleb do poszczególnych kompleksów przeprowadzono, bazując na następujących kryteriach:
- właściwości gleby, czyli: typ, podtyp, rodzaj, gatunek, właściwości fizyczne, fizykochemiczne i chemiczne, stopień kultury,
- warunki klimatyczne, geomorfologiczne (rzeźba terenu) i wodne siedliska glebowego,
- przydatność gleby pod użytki rolnicze.

Właściwy dobór gatunku rośliny uprawnej do kompleksu glebowego jest jednym z podstawowych warunków poziomu jego plonowania.

## Kompleksy przydatności rolniczej na gruntach ornych

| Symbol | Kompleks                                   | Klasy bonitacyjne                   | Uprawiane rośliny | % pow. kraju |
| ------ | ------------------------------------------ | ----------------------------------- | --- | ------------ |
| 1      | pszenny bardzo dobry                       | I i II                              | burak cukrowy, pszenica, koniczyna czerwona, lucerna siewna, rzepak ozimy, bobik, wyka jara                                                      | 3,8%         |
| 2      | pszenny dobry                              | II, IIIa, i IIIb                    | burak cukrowy, pszenica, koniczyna czerwona, lucerna siewna, rzepak ozimy, bobik, wyka jara                                                      | 18,0%        |
| 3      | pszenny wadliwy                            | IIIb, IVa i IVb                     | jęczmień, owies, kukurydza, słonecznik | 3,1%         |
| 4      | żytni bardzo dobry (pszenno-żytni)         | IIIb                                | uprawa tych samych gatunków co na pierwszych trzech kompleksach oraz pszenżyto, żyto, groch, łubin żółty i wąskolistny, burak i marchew pastewna | 17,1%        |
| 5      | żytni dobry                                | IVa i IVb                           | rzepak ozimy, jęczmień, pszenżyto, ziemniak, żyto, gryka, łubin żółty, seradela, wyka ozima, lnianka i gorczyca                                  | 15,6%        |
| 6      | żytni słaby                                | IVb i V                             | żyto, owies, gryka, ziemniak, łubin żółty, seradela i wyka ozima                                                                                 | 18,1%        |
| 7      | żytni bardzo słaby (żytnio-łubinowy)       | VI                                  | żyto, łubin żółty, seradela, ziemniak, wyka ozima                                                                                                | 11,5%        |
| 8      | zbożowo-pastewny mocny                     | IIIb i IVa                          | kukurydza, słonecznik, mieszanki pastewne roślin jednorocznych i wieloletnich, owies                                                             | 3,9%         |
| 9      | zbożowo-pastewny słaby                     | IVb i V                             | owies, żyto, ziemniak, marchew pastewna, łubin żółty i wąskolistny                                                                               | 3,0%         |
| 10     | pszenny górski                             | II, IIIa i IIIb                     | uprawa tych samych gatunków co na najlepszych kompleksach gleb nizinnych                                                                         | 1,6%         |
| 11     | zbożowy górski                             | IVa i IVb                           | pszenica, żyto, jęczmień jary, owies, ziemniak, koniczyna, brukiew, len włóknisty                                                                | 2,0%         |
| 12     | owsiano-ziemniaczany górski                | gleby płytkie i zakamienione        | ziemniak, owies, mieszanki traw z koniczyną | 1,2%         |
| 13     | owsiano-pastewny górski                    | gleby płytkie, szkieletowe i kwaśne | owies i mieszanki traw z motylkowymi | 0,5%         |
| 14     | gleby orne przeznaczone pod użytki zielone |                                     | |              |

## Kompleksy przydatności rolniczej na użytkach zielonych
| Symbol | Rodzaj kompleksu     | Klasy bonitacyjne | % pow. kraju |
| ------ | -------------------- | ----------------- | ------------ |
| 1z     | bardzo dobry i dobry | kl. I i II        | 0,7%         |
| 2z     | średni               | kl. III i IV      | 5,9%         |
| 3z     | słaby i bardzo słaby | kl. V i VI        | 6,4%         |